# Magyar Gábor (villamosmérnök)
Magyar Gábor (teljes nevén: Magyar Gábor Béla; Pécs, 1957. február 13. –) villamosmérnök, egyetemi docens, tanszékvezető.

## Élete
1981-ben diplomázott villamosmérnökként a Budapesti Műszaki Egyetemen, azóta folyamatosan a BME-nek, illetve a Távközlési és Médiainformatikai Tanszéknek és elődeinek állományában dolgozik. 1995-től kandidátus, 1996-tól a műszaki tudományok doktora. 1999 és 2002 között az informatikai központ kutatás fejlesztési igazgatója, majd 2004-től 2008-ig az egyetem stratégiai igazgatója, 2010-től 2013-ig a Távközlési és Médiainformatikai Tanszék vezetőhelyettese volt, majd - jelenleg is - vezetője.
Részt vett a Nemzeti Audiovizuális Archívum (NAVA) tervezésében és a Nemzeti Digitális Adattár rendszertervezésében. A budapesti székhelyű Európai Innovációs és Technológiai Intézet megvalósításának koordinátora. A Nemzeti Kutatás-fejlesztési Program 2. programtanácsának elnöke, irányítótestületének tagja.
Az MTA köztestületének, valamint az MTA Távközlési Tudományos Bizottságának  tagja. 2014 és 2020 között a Hírközlési és Informatikai Tudományos Egyesület elnöke.

## Díjai, elismerései
- Kozma László-emlékérem 2005[5]
- Puskás Tivadar-díj 2014[6]